# Lispe johnsoni
Lispe johnsoni är en tvåvingeart som först beskrevs av Aldrich 1913.  Lispe johnsoni ingår i släktet Lispe, och familjen husflugor. Inga underarter finns listade.